# Медведев, Алексей Иванович (горный инженер)
Алексей Иванович Медведев (28 июня 1926, пос. Троицкий — 31 мая 1998, Бакал, Челябинская область) — советский горный инженер и организатор угольной промышленности. Директор Бакальского рудоуправления (1968—1988). Почётный гражданин города Бакала (1982).

## Биография
Родился 28 июня 1926 года в посёлке Троицкий Белебеевского кантона Башкирской АССР (ныне — Благоварский район Республики Башкортостан).
С 1943 по 1944 годы проходил обучение в Коркинской школе фабрично-заводского обучения. С февраля 1944 года, в возрасте семнадцати лет в период Великой Отечественной войны начал свою трудовую деятельность в должности — мастера, позже был назначен — старшим мастером производственного обучения и с 1951 по 1952 годы — исполняющим обязанности директора Коркинской школы фабрично-заводского обучения.
С 1952 по 1953 годы работал в Коркинском горном техникуме: секретарь комитета комсомола и руководитель производственной практики. С 1953 по 1954 годы работал — помощником главного инженера и с 1954 по 1956 годы — заместителем главного инженера и с 1954 по 1955 годы одновременно являлся — секретарём партийного бюро угольного разреза № 1 треста «Коркиноуголь» комбината «Челябинскуголь». С 1959 года после окончания Высших инженерных курсов при Уральском горном институте имени В. В. Вахрушева был назначен — главным инженером Новобакальского рудника Бакальского рудоуправления.
С 1960 по 1968 годы работал в должности главного инженера, с 1968 по 1977 годы — управляющий и с 1977 по 1988 годы — директор Бакальского рудоуправления, в общей сложности более двадцати лет был руководителем Бакальского рудоуправления. Под руководством и при активном участии А. И. Медведева рудоуправлением были построены и введены в эксплуатацию различные объекты промышленности, социальной и культурной сферы: Новобакальский рудник, шахта «Сидеритовая» и Малосаткинское водохранилище, в городе Бакал: две средние школы, три детских сада, автомобильный и железнодорожный вокзалы, профилакторий, пионерский лагерь, поликлиника, бассейн и спортивный комплекс. Благодаря стараниям А. И. Медведева в городе Бакал был открыт филиал Московского гидромелиоративного института и создан Бакальский завод по ремонту горной техники. В 1971 году Указом Президиума Верховного Совета СССР «за высочайшие достижения по добыче железной руды» Бакальское рудоуправление было награждено Орденом Октябрьской революции, а его руководитель А. И. Медведев — Орденом Ленина.
Помимо основной деятельности занимался и общественно-политической работой: с 1950 по 1954 годы избирался депутатом Коркинского и Бакальского городского Советов депутатов трудящихся и членом Саткинского городского комитета КПСС.
С 1988 года вышел на пенсию, но продолжил трудиться. С 1988 по 1991 годы работал в должности заместителя главного инженера по экологии, с 1991 по 1996 годы был ведущим инженером технического отдела Бакальского шахтостроительного управления. В 1993 году А. И. Медведев был одним из первооткрывателей Елового месторождения бурых железняков.
Скончался 31 мая 1998 года в Бакале Челябинской области.

## Награды
Основной источник:
- Орден Ленина (1971)
- Два Ордена Трудового Красного Знамени (1966, 1981)
- Медаль «За доблестный труд в Великой Отечественной войне 1941—1945 гг.»
- Полный кавалер Знака «Шахтёрская слава» I, II и III степеней

## Звания
- Почётный гражданин города Бакала (1982)

## Память
- В 2018 году в городе Бакале была открыта мемориальная доска в честь А. И. Медведева[2]
- В городе Бакале в музее Бакальских рудников начала работать выставка в память об А. И. Медведеве[3]